# Symplocos tetrandra
Symplocos tetrandra là một loài thực vật có hoa trong họ Dung. Loài này được Mart. miêu tả khoa học đầu tiên năm 1843.